# Bürgerbusch

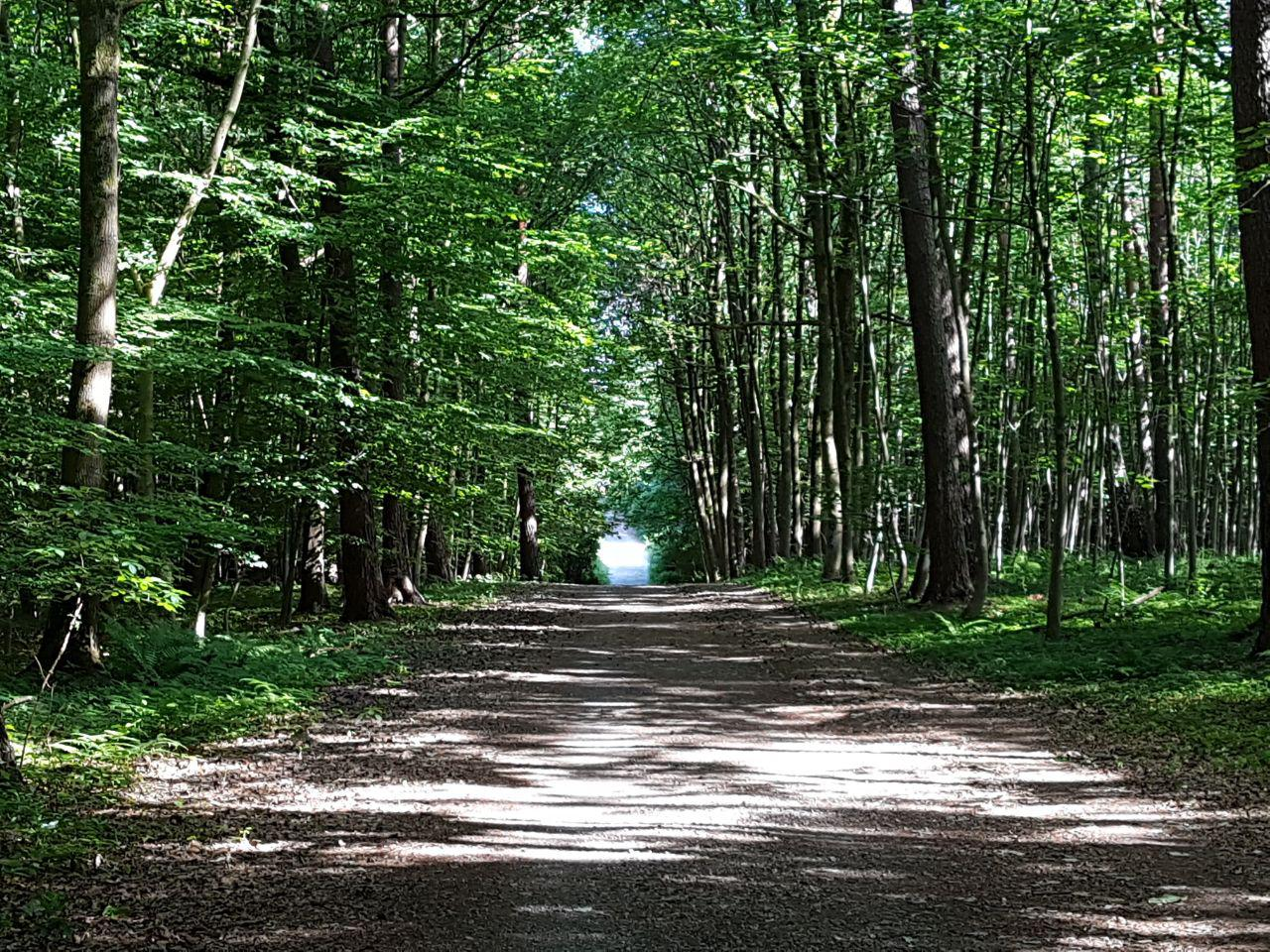
Hauptweg im Bürgerbusch

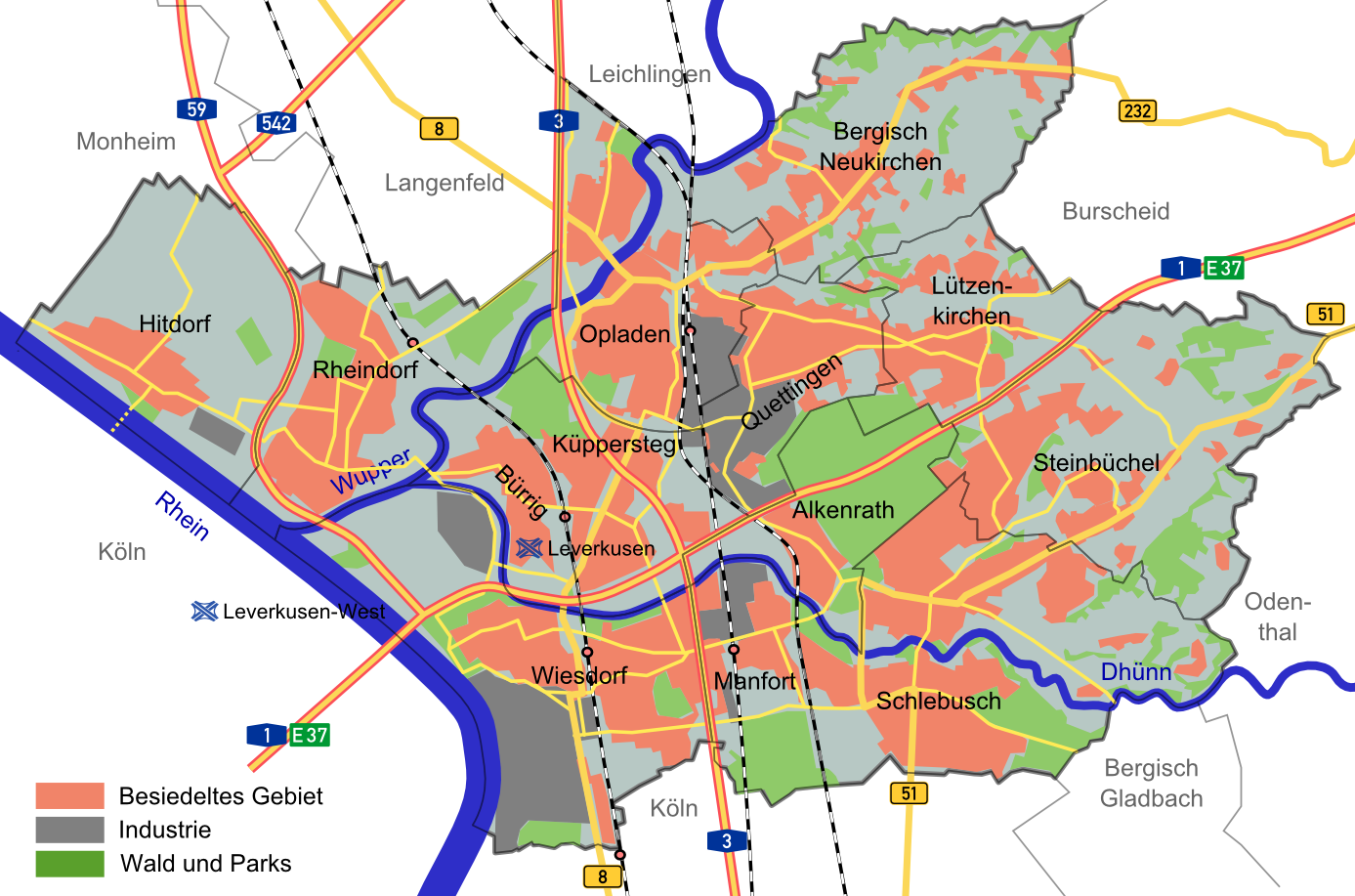
Der Bürgerbusch (großes grünes Gebiet) in der Mitte Leverkusens

Der Bürgerbusch ist mit 320 Hektar das größte zusammenhängende Waldgebiet in Leverkusen. Er liegt zwischen den Stadtteilen Alkenrath, Schlebusch, Steinbüchel, Lützenkirchen und Quettingen und wird durchschnitten von der Bundesautobahn 1. Er wird intensiv als Naherholungsgebiet genutzt.

## Geographie
Das Gelände ist weitgehend flach und steigt langsam von West nach Ost an. Mehrere Bachläufe (Köttelbach, Blankenburger Bach, Landsbergbach, Bürgerbuschbach) durchfließen den Wald, überwiegend in ost-westlicher Richtung, und bilden teilweise bruchartige Feuchtgebiete, von denen zwei (Erlenbruch im Nordteil und Aue des Bürgerbuschbachs im Südteil) unter Naturschutz stehen.

## Arten
Der Wald hat hauptsächlich Mischwaldcharakter, häufige Baumarten sind Fichte, Kiefer, Rotbuche, Hainbuche, Stieleiche, Roteiche, Bergahorn, Birke und Erle. Vogelarten: Kohl-, Blau-, Sumpf-, Tannen- und Schwanzmeise, Winter- und Sommergoldhähnchen, Kleiber, Waldkauz, Buntspecht, Buchfink, Amsel, Rotkehlchen, Zaunkönig, Zilpzalp, Sumpfrohrsänger, Eichelhäher und Rabenkrähe. An Säugetieren können häufig Rehe und Eichhörnchen beobachtet werden.
Am südwestlichen Rand liegt die Gezelinkapelle (Leverkusen-Alkenrath).
Eigentümer des Waldes war der Unternehmer Wilfried Hilgert.